# Дехканабад (Кашкадарьинская область)
Дехканабад (узб. Dehqonobod / Деҳқонобод) — посёлок городского типа, расположенный на территории Дехканабадского района Кашкадарьинской области Республики Узбекистан.

Статус посёлка городского типа с 1989 года.